# Christine Nöstlinger
Christine Nöstlinger (Viena, Austria; 13 de octubre de 1936-ibidem, 28 de junio de 2018) fue una escritora austriaca, una de las más reconocidas de literatura infantil y juvenil en lengua alemana

## Trayectoria
Christine Nöstlinger fue de familia humilde, su padre era relojero y su madre maestra infantil. Estudió en la Academia de Bellas Artes en Viena. Empezó a colaborar en periódicos como dibujante publicitaria y en la radio en temas de educación, antes de casarse con el periodista Ernst Nöstlinger, con el que tuvo dos hijas. Pronto entra en contacto con autores de libros infantiles, que la animan a escribir. Su primera publicación, Federica la pelirroja (1970), inicialmente fue una serie de dibujos a los que ella misma puso texto. Su siguiente obra se tituló Los chicos del sótano mágico (1971) y con ella al año siguiente obtuvo el Deutscher Jugendbuchpreis (premio al mejor libro juvenil publicado en Alemania). 
Entre las obras que siguieron figuran Un marido para mamá (1972), ¡Qué asco! (1999), Pepito (1975), Lollipop (1976) y, por fin, Konrad, o el niño que salió de una lata de conservas (1977), una novela en la que se funden muchas de las características de su obra y que supuso su reconocimiento en muchos otros países. El libro narra el caso de la señora Bartolotti, una mujer que no tiene hijos, pero que un día recibe por correo un niño de 7 años dentro de una lata. Si bien al principio no sale de su admiración, se verá envuelta en varias situaciones emocionantes con Konrad.
Posteriormente publicó Mi amigo Lucki-Live (1978), Una historia familiar (1981), Filo entra en acción (1982), Gretchen se preocupa (1983), Querida Susi, querido Paul (1984), Querida abuela... Tu Susi (1985), Olfato de detective (1992)... hasta más de un centenar de obras publicadas. En 1984, le fue concedido el Premio Andersen por el conjunto de su obra.

## Rasgos temáticos y de estilo
Con la obra de Nöstlinger se produjo una cierta polémica por sus puntos de vista sobre las relaciones familiares, la escuela y la educación, las relaciones entre jóvenes —desde la amistad al erotismo—, la marginación, la intolerancia o la liberación de la mujer, temas que diversos educadores consideran poco adecuados para jóvenes lectores. 
Sin embargo, nadie discute sus cualidades literarias ni su papel innovador en la tendencia realista de la literatura europea infantil y juvenil del último tercio del siglo XX, que en sus manos se convierte en realismo crítico, con influencias claras de Thomas Mann; por lo tanto, en esta autora se ve muy claro cómo el bildungsroman (novela de aprendizaje) se transforma en cuento de iniciación con el uso de un lenguaje sencillo, lleno de humor y ternura, para atraer y atrapar a los lectores. Los libros de Nöstlinger surgen de problemas reales, tales como la discriminación o el racismo, que se abordan sin dramatismo y con dosis de comedia e ironía. Además suelen incluir numerosas ilustraciones, en ocasiones de la propia autora.
En general, sus obras se dirigen a lectores de entre 5 y 12 años.

## Libros
| Año  | Título original                                                                   | Título en español |
| ---- | --------------------------------------------------------------------------------- | --- |
| 1970 | Die feuerrote Friederike                                                          | Federica la pelirroja |
| 1971 | Die 3 Posträuber                                                                  | |
| 1971 | Die Kinder aus dem Kinderkeller                                                   | Los chicos del sótano mágico |
| 1971 | Mr. Bats Meisterstück / Die total verjüngte Oma                                   | El genial señor Bat |
| 1972 | Ein Mann für Mama                                                                 | Un marido para mamá |
| 1972 | Wir pfeifen auf den Gurkenkönig                                                   | Nos importa un comino el rey pepino / Me importa un comino el rey pepino                                                              |
| 1972 | Pit und Anja entdecken das Jahr: Der Frühling kommt                               | Pedro y Ana descubren las estaciones del año: La primavera llega                                                                      |
| 1972 | Pit und Anja entdecken das Jahr: In Sommer                                        | Pedro y Ana descubren las estaciones del año: El verano                                                                               |
| 1972 | Pit und Anja entdecken das Jahr: Jetzt ist es Herbst                              | Pedro y Ana descubren las estaciones del año: Ahora es otoño                                                                          |
| 1972 | Pit und Anja entdecken das Jahr: Winterzeit                                       | Pedro y Ana descubren las estaciones del año: El invierno                                                                             |
| 1973 | Maikäfer flieg!                                                                   | ¡Vuela, abejorro! |
| 1973 | Simsalabim                                                                        | Simsalabim |
| 1973 | Der schwarze Mann und der große Hund                                              | |
| 1973 | Der kleine Herr greift ein                                                        | |
| 1974 | Iba de gaunz oaman Kinda                                                          | |
| 1974 | Achtung! Vranek sieht ganz harmlos aus                                            | ¡Ojo! Vranek parece totalmente inofensivo                                                                                             |
| 1974 | Der Spatz in der Hand und die Taube auf dem Dach                                  | |
| 1974 | Gugerells Hund                                                                    | |
| 1974 | Ilse Janda, 14 oder Die Ilse ist weg                                              | Por favor vuelve a casa / Ilse se ha ido                                                                                              |
| 1975 | Stundenplan                                                                       | Horario de clase |
| 1975 | Der liebe Herr Teufel                                                             | Querido señor Diablo |
| 1975 | Konrad oder Das Kind aus der Konservenbüchse                                      | Konrad o el niño que salió de una lata de conservas                                                                                   |
| 1975 | Rüb-rüb-hurra                                                                     | |
| 1976 | Die verliebten Riesen / Pelinka und Satlatsch                                     | |
| 1976 | Das Leben der Tomanis                                                             | |
| 1977 | Das will Jenny haben                                                              | |
| 1977 | Lollipop                                                                          | Piruleta |
| 1977 | Der kleine Jo                                                                     | Pepito |
| 1978 | Luki Live                                                                         | Mi amigo Luki-live |
| 1978 | Andreas oder Die unteren 7 Achtel des Eisbergs                                    | |
| 1978 | Die Geschichte von der Geschichte vom Pinguin                                     | Historias de la historia de un pingüino                                                                                               |
| 1979 | Rosa Riedl Schutzgespenst                                                         | El fantasma de la guarda |
| 1979 | Dschi-Dsche-i-Dschunior                                                           | |
| 1980 | Einer                                                                             | Uno |
| 1981 | Der Denker greift ein                                                             | Filo entra en acción |
| 1981 | Rosalinde hat Gedanken im Kopf                                                    | Rosalinde tiene ideas en la cabeza |
| 1981 | Pfui Spinne!                                                                      | ¡Qué asco! |
| 1981 | Zwei Wochen im Mai                                                                | Dos semanas de mayo |
| 1981 | Gretchen Sackmeier - Eine familiengeschichte                                      | Una historia familiar |
| 1982 | Das Austauschkind                                                                 | Intercambio con un inglés |
| 1982 | Iba de gaunz oaman Fraun                                                          | |
| 1982 | Ein Kater ist kein Sofakissen                                                     | Un gato no es un cojín |
| 1982 | Dicke Didi, fetter Felix                                                          | Gorda Gabi, Fofo Félix |
| 1983 | Anatol und die Wurschtelfrau                                                      | Anatol y Desiree |
| 1983 | Gretchen hat Hänschen-Kummer                                                      | Gretchen se preocupa |
| 1983 | Jokel, Jula und Jericho                                                           | Juan, Julia y Jericó |
| 1983 | Hugo, das Kind in den besten Jahren                                               | Hugo, el niño en sus mejores años |
| 1984 | Jakob auf der Bohnenleiter                                                        | |
| 1984 | Geschichten vom Franz                                                             | Historias de Franz |
| 1984 | Vogelscheuchen                                                                    | |
| 1984 | Prinz Ring                                                                        | |
| 1984 | Am Montag ist alles ganz anders                                                   | |
| 1984 | Liebe Susi! Lieber Paul!                                                          | Querida Susi, querido Paul |
| 1984 | Olfi Obermeier und der Ödipus                                                     | Olfi y el Edipo |
| 1984 | Die grüne Warzenbraut                                                             | |
| 1985 | Der Wauga                                                                         | Chachi |
| 1985 | Haushaltsschnecken leben länger                                                   | |
| 1985 | Neues vom Franz                                                                   | Más historias de Franz |
| 1985 | Liebe Oma, Deine Susi                                                             | Querida abuela… Tu Susi |
| 1986 | Susis geheimes Tagebuch/Pauls geheimes Tagebuch                                   | Diario secreto de Susi/Diario secreto de Paul                                                                                         |
| 1986 | Geschichten für Kinder in den besten Jahren                                       | |
| 1986 | Man nennt mich Ameisenbär                                                         | |
| 1986 | Der Bohnen-Jim                                                                    | |
| 1986 | Der geheime Großvater                                                             | El abuelo misterioso |
| 1986 | Oh, du Hölle                                                                      | |
| 1987 | Iba den gaunz oaman Mauna                                                         | |
| 1987 | Schulgeschichten vom Franz                                                        | De por qué a Franz le dolió el estómago                                                                                               |
| 1987 | Der Hund kommt!                                                                   | ¡Que viene el perro! |
| 1988 | Neue Schulgeschichten vom Franz                                                   | Nuevas historias de Franz en la escuela                                                                                               |
| 1988 | Werter Nachwuchs! Die nie geschriebenen Briefe der Emma K., 75. 1. Teil           | |
| 1988 | Der neue Pinocchio                                                                | El nuevo Pinocho/Las aventuras de Pinocho de Carlo Collodi, contadas de nuevo por Christine Nöstlinger e ilustradas por Antonio Saura |
| 1988 | Echt Susi                                                                         | La auténtica Susi |
| 1988 | Gretchen, mein Mädchen                                                            | Gretchen, mi chica |
| 1989 | Sepp und Seppi                                                                    | |
| 1989 | Feriengeschichten vom Franz                                                       | Las vacaciones de Franz |
| 1989 | Der Zwerg im Kopf                                                                 | Un enano en la oreja |
| 1989 | Einen Löffel für den Papa                                                         | Una cucharada para papá. Una cucharada para mamá. Una cucharada para la abuela. Una cucharada para el abuelo. Una cucharada para...   |
| 1990 | Manchmal möchte ich ein Single sein                                               | |
| 1990 | Anna und die Wut                                                                  | Ana está furiosa |
| 1990 | Der gefrorene Prinz                                                               | |
| 1990 | Klicketick                                                                        | |
| 1990 | Mein Tagebuch                                                                     | |
| 1990 | Krankengeschichten vom Franz                                                      | Las enfermedades de Franz / Catarro a la pimienta (y otras historias de Franz)                                                        |
| 1991 | Liebesgeschichten vom Franz                                                       | Franz se mete en problemas de amor |
| 1991 | Wie ein Ei dem anderen                                                            | |
| 1991 | Sowieso und überhaupt                                                             | De todas maneras… |
| 1991 | Eine mächtige Liebe                                                               | |
| 1991 | Der schwarze Mann                                                                 | ¡Que viene el hombre de negro! |
| 1991 | Nagle einen Pudding an die Wand!                                                  | |
| 1992 | Salut für Mama                                                                    | |
| 1992 | Mini und Mauz                                                                     | Mini y el gato |
| 1992 | Mini trifft den Weihnachtsmann                                                    | |
| 1992 | Mini fährt ans Meer                                                               | Mini va a la playa |
| 1992 | Mini muss in die Schule                                                           | Mini va al colegio |
| 1992 | Mini wird zum Meier                                                               | Mini en carnaval |
| 1992 | Liebe Tochter, werter Sohn. Die nie geschriebenen Briefe der Emma K., 75. 2. Teil | |
| 1992 | Spürnase Jakob Nachbarkind                                                        | Olfato de detective |
| 1992 | Ein und alles                                                                     | |
| 1992 | Wetti & Babs                                                                      | Wetty y Babs |
| 1993 | Weihnachtsgeschichten vom Franz                                                   | |
| 1993 | Mini als Hausfrau                                                                 | Mini, ama de casa |
| 1993 | Einen Vater hab ich auch                                                          | Yo también tengo un padre |
| 1994 | Mini muss Ski fahren                                                              | Mini va a esquiar |
| 1994 | Mini bekommt einen Opa                                                            | Mini y su nuevo abuelo |
| 1994 | Management by Mama                                                                | |
| 1994 | Fernsehgeschichten vom Franz                                                      | |
| 1995 | Mini ist die Größte                                                               | Mini es la mejor |
| 1995 | Vom weißen Elefanten und den roten Luftballons                                    | |
| 1995 | Madisou                                                                           | Madisú |
| 1995 | Der TV-Karl                                                                       | El hombrecillo del tercer canal |
| 1995 | Mama mia                                                                          | |
| 1996 | Mein Gegenteil                                                                    | |
| 1996 | Iba de gaunz oaman Leit                                                           | |
| 1996 | Hundegeschichten vom Franz                                                        | |
| 1996 | Villa Henriette                                                                   | |
| 1996 | Mini erlebt einen Krimi                                                           | Mini, detective |
| 1997 | Mini ist kein Angsthase                                                           | Mini no es una miedica |
| 1997 | Bonsai                                                                            | Bonsai |
| 1998 | Babygeschichten vom Franz                                                         | |
| 1999 | Willi und die Angst                                                               | Guillermo y el miedo |
| 1999 | Mini ist verliebt                                                                 | |
| 2000 | Opageschichten vom Franz                                                          | |
| 2001 | Dani Dachs will sich wehren                                                       | |
| 2001 | Dani Dachs will eine rote Kappe                                                   | |
| 2002 | Fußballgeschichten vom Franz                                                      | |
| 2002 | Dani Dachs holt Blumen für Mama                                                   | |
| 2002 | Mini feiert Geburtstag                                                            | El cumpleaños de Mini |
| 2003 | Pferdegeschichten vom Franz                                                       | |
| 2003 | Dani Dachs hat Monster-Angst                                                      | |
| 2004 | Lillis Supercoup                                                                  | Amigas para siempre |
| 2004 | Mini greift ein!                                                                  | Mini entra en acción |
| 2005 | Quatschgeschichten vom Franz                                                      | |
| 2005 | Mini muss ins krankenhaus                                                         | Mini tiene que ir al hospital |
| 2006 | Neue Fußballgeschichten vom Franz                                                 | |
| 2007 | Franz auf Klassenfahrt                                                            | |
| 2007 | Mini unter Verdacht                                                               | Mini bajo sospecha |
| 2009 | Iba de gaunz oamen Leit                                                           | |
| 2009 | Die Sache mit dem Gruselwusel                                                     | |
| 2009 | Pudding-Pauli rührt um                                                            | Pablo Pudin cocinero |
| 2010 | Lumpenloretta                                                                     | |
| 2010 | Pudding-Pauli deckt auf                                                           | |
| 2010 | Freundschaftsgeschichten vom Franz                                                | |
| 2011 | Pudding-Pauli serviert ab                                                         | |
| 2012 | Guter Drache, Böser Drache                                                        | El dragón bueno y el dragón malo |
| 2013 | Leon pirat                                                                        | Niko el pirata / León pirata |
| 2013 | Leon pirat und der Goldschatz                                                     | Niko y el cofre del tesoro |
| 2013 | Als mein Vater die Mutter der Anna Lachs heiraten wollte                          | Mi papá quiere casarse con tu mamá / Mi padre quiere casarse con tu madre                                                             |
| 2013 | Glück ist was für Augenblicke                                                     | |

## Premios
Recibió los más importantes premios nacionales e internacionales otorgados a la literatura infantil; entre otros muchos, estos: 
- 1973 - Premio Nacional de Literatura Infantil (Alemania)
- 1974 - Premio Nacional de Literatura Infantil (Austria)
- 1978 - Premio Nacional de Literatura Infantil (Alemania)
- 1979 - Premio Nacional de Literatura Infantil (Austria)
- 1984 - Premio Hans Christian Andersen, el Nobel de la literatura infantil
- 2002 - Premio Memorial Astrid Lindgren (en homenaje a la escritora sueca Astrid Lindgren)
- 2011 - Gran condecoración de Honor por los servicios prestados a la República de Austria.